# Annette Focks

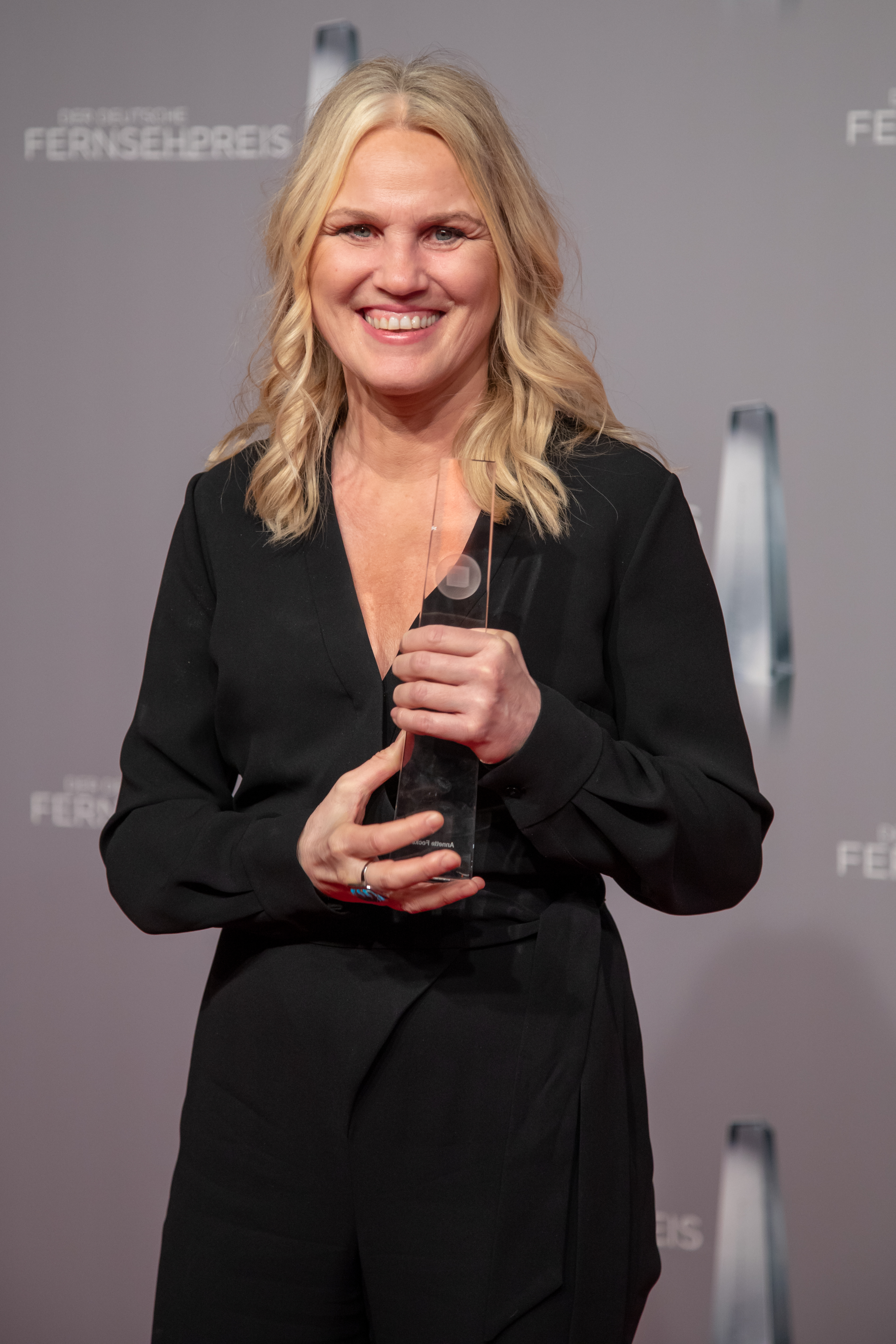
Annette Focks beim Deutschen Fernsehpreis 2019

Annette Focks (* 28. August 1964 in Thuine, Niedersachsen) ist eine deutsche Musikerin und Komponistin.

## Werdegang
Focks begann im Alter von fünf Jahren Klavier zu spielen; später kamen Orgel, Trompete, Schlagzeug und Mallets dazu. Sie studierte in den Jahren 1985 bis 1993 Musik an der Musikhochschule Köln. In dieser Zeit trat sie in Bands verschiedener Musikrichtungen auf. Mit der Band Die Weißen Männer spielte und sang sie zwei Alben ein, die von Henning Schmitz, der seit 1991 Mitglied bei Kraftwerk ist, produziert wurden. 1994 und 1995 war sie zweimalige Stipendiatin der European Biennial for Music. Von 1996 bis 1998 absolvierte sie ein Kompositionsstudium für Film und Fernsehen an der Hochschule für Musik und Theater München, das sie 1998 mit einem Diplom im Fach Komposition für Film und Fernsehen abschloss. Im Jahr 2002 ging sie nach Los Angeles und nahm an einem Workshop für Orchestrierung bei Steven Scott Smalley teil. 2005 wurde Focks ausgezeichnet mit dem Deutschen Fernsehpreis für die beste Filmmusik für insgesamt fünf Filme. 2007 war sie nominiert für den Europäischen Filmpreis in der Kategorie Prix d’Excellence für Vier Minuten von Chris Kraus sowie 2008 für den Deutschen Filmpreis Lola für Ein fliehendes Pferd von Rainer Kaufmann. Sie erhielt den Grand Prix spécial du Jury für beste Musik für den Film Vier Minuten beim 8e Festival International Musique & Cinema D’Auxerre aus den Händen von John Barry. Marco Kreuzpaintners Krabat brachte ihr 2009 eine erneute Nominierung für den Deutschen Filmpreis ein. 2010 wurde der Score Poll auf dem Festival Internazionale Del Film Di Roma für die „Beste Filmmusik“ mit dem Preis des Teatro Politeama di Catanzaro ausgezeichnet. 2013 wurde Annette Focks mit dem Gema-Autorenpreis für ihre Arbeit als Filmkomponistin ausgezeichnet. 2019 wurde Annette Focks zum zweiten Mal mit dem Deutschen Fernsehpreis in der Kategorie Beste Musik für den Film Freibadclique ausgezeichnet. 2020 wurde sie zum dritten Mal für den Deutschen Fernsehpreis nominiert für den Film Lotte am Bauhaus.
Seit mehr als 20 Jahren arbeitet Focks mit diversen Orchestern wie den Münchner Philharmonikern, den Berliner Philharmonikern, dem Deutschen Philharmonie-Orchester Berlin, der Slowakischen Philharmonie und der Tschechischen Philharmonie zusammen, sowie mit international erfolgreichen Musikern wie Frederik Köster, Andi Reisner, Alex Vesper, Sreten Krstic, Lorenz Nasturica-Herschcowici, Ferran Cuixent und Anja Lechner.
Focks steuerte zu über 150 deutschen und internationalen Kino- und Fernsehproduktionen die Musik bei; viele Filme davon wurden mit nationalen und internationalen Preisen ausgezeichnet. Sie schrieb u. a. die Musik zu Marias letzte Reise und Ein starker Abgang von Rainer Kaufmann, Auf ewig und einen Tag (Regie: Markus Imboden), Ein Jahr nach Morgen, Im Zweifel und Atempause von Aelrun Goette, Schlaflos und Ruhm von Isabel Kleefeld, Rufmord von Viviane Andereggen. Bekannt sind, neben den oben genannten preisgekrönten und nominierten Arbeiten, vor allem die Soundtracks zu den Kinofilmen Malunde von Stefanie Sycholt, Die Wilden Hühner und Die Wilden Hühner und die Liebe nach den Kinderbüchern von Cornelia Funke, Die Drei Fragezeichen von Florian Baxmeyer, Der Liebeswunsch von Torsten C. Fischer, Der Architekt von Ina Weisse, John Rabe von Florian Gallenberger, Dschungelkind von Roland Suso Richter, Dreiviertelmond von Christian Zübert und Simon von Lisa Ohlin. 2013 kamen u. a. die Kinofilme Ostwind von Katja von Garnier und Nachtzug nach Lissabon von Bille August dazu. 2014 und 2015 komponierte Annette Focks für weitere Fernsehfilme sowie für preisgekrönte internationale Filme wie Silent Heart von Bille August und Ostwind 2, Molly Monster von Ted Sieger, der 2016 im Wettbewerb der Berlinale seine Weltpremiere hat, sowie den Kinofilm von Chris Kraus Die Blumen von gestern. 2017 komponierte sie die Musik zum preisgekrönten Film Die göttliche Ordnung von Petra Volpe, der als Schweizer Beitrag zum Oscar eingeladen wurde, und setzte ihre Zusammenarbeit mit Bille August fort, als sie die Musik für den Eröffnungsfilm des Shanghai International Film Festivals The Chinese Widow mit Liu Yifei und Emile Hirsch komponierte. Anschließend komponierte sie die Filmmusik für den Film 55 Steps von Bille August mit Helena Bonham Carter und Hilary Swank in den Hauptrollen.
Neben Filmmusiken komponiert Focks auch für den Konzertsaal. So komponierte sie 2008 ein Konzert für Cello und Orchester mit dem Titel Ein musikalischer Brief ohne Worte. Uraufführung der Auftragsarbeit des Mozartfestivals Augsburg 2008 war am 31. Mai 2008 mit der Bayerischen Kammerphilharmonie unter der Leitung von David Stern (Sohn des Geigers Isaac Stern) und der Münchner Solistin Anja Lechner. 2011 komponierte sie im Auftrag des WDR Rundfunkorchesters die Musik für die Janosch-Geschichte Onkel Poppoff kann auf Bäume fliegen für Sprecher und großes Orchester (Uraufführung Februar 2012). 2015 komponierte Focks im Auftrag der cappella academica das Werk „Novem“ for large orchestra op. 28. Die Uraufführung fand im Januar 2016 unter der Leitung von Christiane Silber im Konzerthaus am Gendarmenmarkt in Berlin statt.
Für Wunderschön wurde sie 2022 mit dem Deutschen Filmpreis in der Kategorie Beste Filmmusik ausgezeichnet.
Focks ist sowohl Mitglied der Deutschen Filmakademie als auch Mitglied der Europäischen Filmakademie. Im Jahr 2019 war sie Gastdozentin der Filmakademie Wien und Mitglied der Jury der Europäischen Filmakademie.
Seit 2019 ist sie Mitglied der Academy of Motion Picture Arts and Sciences, die den Oscar verleiht.

## Filmografie (Auswahl)
- 1995: Das Blau des Himmels
- 1996: Der Tod ist nicht jedermanns Sache
- 1997: Bodo
- 1997: Der Durchbruch
- 1997: Kleiner Stürmer
- 1997: Ohne den Anderen
- 1998: Baby
- 1998: Luna
- 1999: Lost
- 2000: Schwiegermutter (TV)
- 2000: Küss mich, Frosch (TV)
- 2000: Unter der Erde
- 2000: Verspiegelte Zeit
- 2001: Als Großvater Rita Hayworth liebte
- 2001: Lara tödliche Eifersucht
- 2001: Nass
- 2001: Bella Block: Bitterer Verdacht (TV)
- 2001: Malunde
- 2001: Marie muß rennen …
- 2001: Vampirwind
- 2002: Der Tod ist kein Beweis (TV)
- 2002: Der Morgen nach dem Tod (TV)
- 2002: Snipers Alley
- 2002: Jenseits der Ferne
- 2002: Der Job seines Lebens (TV)
- 2002: Der Seerosenteich (TV-Zweiteiler)
- 2002: Morgenstund
- 2002: So ist das Leben
- 2003: Papa Löwe und die glücklichen Kinder (Serie)
- 2003: Wenn Sie brennen, legen Sie auf!
- 2003: Ins Leben zurück (TV)
- 2003: Raus ins Leben (TV)
- 2003: Hunger auf Leben (TV)
- 2003: Das Paradies auf Erden
- 2003: Märchenprinz
- 2004: Bella Block: Das Gegenteil von Liebe (TV)
- 2004: Die Kirschenkönigin (TV-Dreiteiler)
- 2004: Der Job seines Lebens 2 – Wieder im Amt (TV)
- 2004: Wie Schnee hinter Glas
- 2004: Marias letzte Reise (TV)
- 2005: Arnies Welt (TV)
- 2005: Die Leibwächterin
- 2005: Das Gespenst von Canterville (TV)
- 2005: Bella Block: … denn sie wissen nicht, was sie tun (TV)
- 2005: Spiele der Macht – 11011 Berlin (TV)
- 2005: Wellen (TV)
- 2005: Die Leibwächterin (TV)
- 2005: Einfache Leute (TV)
- 2006: Sie ist meine Mutter (TV)
- 2006: Abseits
- 2006: Ich wollte nicht töten (TV)
- 2006: Der Liebeswunsch
- 2006: Vier Töchter
- 2006: Oh, wie schön ist Panama
- 2006: Auf ewig und einen Tag (TV)
- 2006: Vier Fenster
- 2006: Vier Minuten
- 2006: Leo (TV)
- 2006: Die Wilden Hühner
- 2007: Die drei ??? – Das Geheimnis der Geisterinsel
- 2007: Die Wilden Hühner und die Liebe
- 2007: Ein fliehendes Pferd
- 2007: Ein starker Abgang (TV)
- 2008: Bella Block: Reise nach China (TV)
- 2008: Krabat
- 2008: Der Architekt
- 2009: Die drei ??? – Das verfluchte Schloss
- 2009: Schlaflos (TV)
- 2009: Mein Mann, seine Geliebte und ich (TV)
- 2009: Bella Block: Das Schweigen der Kommissarin (TV-Zweiteiler)
- 2009: Ellas Geheimnis (TV)
- 2009: Mein Leben – Marcel Reich-Ranicki (TV)
- 2009: John Rabe
- 2009: Romy (TV)
- 2010: Themba – Das Spiel seines Lebens
- 2010: Lüg weiter, Liebling (TV)
- 2010: Poll
- 2011: Dschungelkind
- 2011: Wer wenn nicht wir
- 2011: Dreiviertelmond
- 2011: Simon (Simon och ekarna)
- 2012: Ein starkes Team: Die Gottesanbeterin
- 2012: Die Löwin
- 2012: Ruhm
- 2012: Ein Jahr nach morgen
- 2013: Nachtzug nach Lissabon
- 2013: Ostwind
- 2014: Der Prediger (TV)
- 2014: Das Zeugenhaus (TV)
- 2014: Silent Heart – Mein Leben gehört mir (Stille hjerte)
- 2014: Alles ist Liebe
- 2014: Auf der Straße
- 2015: Besuch für Emma
- 2015: Ostwind 2
- 2015: Im Zweifel (TV)
- 2015: Die Eisläuferin (TV)
- 2015: Molly Monster
- 2016: Die Blumen von gestern
- 2016: Die göttliche Ordnung
- 2016: SMS für Dich
- 2016: Chinese Widow (Feng huo fang fei)
- 2016: Kästner und der kleine Dienstag
- 2017: Die Freibadclique
- 2017: Bella Block: Stille Wasser
- 2017: Atempause
- 2017: Die göttliche Ordnung
- 2017: Ostwind – Aufbruch nach Ora
- 2017: Eleanor & Colette (55 Steps)
- 2018: Rufmord
- 2019: Lotte am Bauhaus
- 2019: Sweethearts
- 2019: Ostwind – Aris Ankunft
- 2019: Rocca verändert die Welt
- 2019: Zeit der Geheimnisse (Netflix-Serie)
- 2019: Unschuldig
- 2019: Inga Lindström – Klang der Sehnsucht
- 2019: Totgeschwiegen
- 2019: Stumme Schreie
- 2020: Frieden (Fernsehserie)
- 2021: Ostwind – Der große Orkan
- 2022: Best Birthday ever
- 2022: Sugarlove
- 2022: Alle für Ella
- 2022: Jagdsaison
- 2022: Faraway (Netflix)
- 2022: Wunderschön
- 2022: Einfach mal was Schönes
- 2023: The Two Sides of The Abyss (HBO Serie)
- 2023: Ehrengard
- 2023: Daheim in den Bergen – Die Zweitgeborenen
- 2023: Daheim in den Bergen – Alte Pfade – Neue Wege
- 2023: 15 Jahre
- 2023: WOW! Nachricht aus dem All
- 2023: Ehrengard: Die Geschichte einer Verführung (Ehrengard: The Art of Seduction)
- 2024: Un/Dressed
- 2025: Wunderschöner
- 2025: Zikaden
- 2025: Tatort: Im Wahn

## Auszeichnungen
- 2005 – Nominierung für den Fernsehpreis Fipa D’or (Biarritz) für die Beste Filmmusik für: Wellen
- 2005 – Deutscher Fernsehpreis für die beste Musik für: Bella Block: … denn sie wissen nicht, was sie tun, Das Gespenst von Canterville, Die Kirschenkönigin, Marias letzte Reise und Wellen.
- 2007 – Nominierung für den Europäischen Filmpreis in der Kategorie Prix d’excellence 2007 für Vier Minuten
- 2007 – Grand Prix spécial du Jury für Beste Musik für den Film Vier Minuten von Chris Kraus beim 8e Festival International Musique & Cinema D’Auxerre (Frankreich)
- 2008 – Nominierung für den Deutschen Filmpreis in der Kategorie Beste Filmmusik für Ein Fliehendes Pferd
- 2009 – Nominierung für den Deutschen Filmpreis in der Kategorie Beste Filmmusik für Krabat
- 2010 – Beste Filmmusik beim Festival Internazionale del Film di Roma für Poll
- 2012 – Nominierung für den schwedischen Filmpreis Guldbagge in der Kategorie beste Musik für Simon
- 2013 – Gema-Autorenpreis für die Kategorie Filmmusik
- 2014 – Nominierung für den Deutschen Filmpreis in der Kategorie Beste Filmmusik für Ostwind
- 2015 – Nominierung für den dänischen Filmpreis Robert in der Kategorie Beste Filmmusik für Stille hjerte
- 2019 – Deutscher Fernsehpreis für die Beste Musik für Freibadclique
- 2020 – Nominierung für den Deutschen Fernsehpreis für die Beste Musik für Lotte am Bauhaus
- 2022 – Deutscher Filmpreis in der Kategorie Beste Filmmusik für Wunderschön
- 2023 – Nominierung für den Romy-Branchenpreis für Beste Musik Einfach mal was Neues und Wunderschön
- 2024 – Hans-Vogt-Filmpreis[4]